# Frank G. Allen
Frank Gilman Allen, född 6 oktober 1874 i Lynn, Massachusetts, död 9 oktober 1950 i Norwood, Massachusetts, var en amerikansk republikansk politiker. Han var viceguvernör i delstaten Massachusetts 1925–1929 och därefter guvernör 1929–1931.
Allen anställdes av svärfaderns företag Winslow Brothers and Smith Company där han sedan avancerade till verkställande direktör.
Cox efterträdde 1925 Alvan T. Fuller som viceguvernör och efterträddes 1929 av William S. Youngman. Därefter efterträdde han Fuller som guvernör och efterträddes 1931 av Joseph B. Ely. Guvernör Allen utnämnde två kvinnor till domarbefattningar.
Kongregationalisten Allen avled 1950 och gravsattes på Highland Cemetery i Norwood.